# SMS Vineta (1897)
Pour les autres navires du même nom, voir SMS Vineta.
Le SMS Vineta est un bateau de guerre de la Marine impériale allemande. C'est le quatrième navire de la classe Victoria Louise qui comprenait cinq croiseurs protégés (IIe classe). Mis à l'eau en 1897, il a été rayé des cadres en 1919.

## Historique
Ce croiseur est construit par le chantier naval impérial de Dantzig et mis à l'eau le 9 décembre 1897. L'amiral à la suite von Hollmann baptise le navire du nom de « Vineta », ville légendaire de la côte Baltique.
Il est mis en service le 13 septembre 1899, afin d'effectuer des voyages d'essai, jusqu'en mars 1900, date à laquelle il doit naviguer outre-mer sous le commandement du Kapitän zur See Erich von der Groeben, mais celui-ci est victime d'une attaque cérébrale et il est remplacé par le Kapitän sur See Hermann da Fonseca-Wollheim. Le voyage commence donc de Kiel le 26 mai suivant en direction des Caraïbes et de l'Amérique du Sud. Il atteint Sainte-Lucie le 14 juin et la zone navale d'Amérique de l'Est qui n'était pas pourvue depuis le départ du SMS Geier fin 1898. Le Vineta croise donc dans la zone pendant plusieurs mois, surtout le long des côtes vénézuéliennes et dans les Caraïbes. En janvier et en février 1901, il s'arrête à La Nouvelle-Orléans et au Mexique, puis dans différents ports du Venezuela. C'est à cette époque que le timbre « Vineta-Provisorium (en) », bien connu des philatélistes, est émis, le 13 avril 1901 du Pernambouc en Allemagne.
Le Vineta est ensuite à Rio de la Plata, jusqu'au 1er août, puis à La Guaira. Il reçoit l'ordre aussitôt de demeurer au Venezuela pour protéger les intérêts allemands et les sujets de l'Empire, à cause du conflit entre ce pays et la Colombie qui venait de se déclencher. Il est accompagné entre autres du croiseur SMS Falke et des bateaux-écoles SMS Stein et SMS Moltke. Un paquebot est arrêté au Venezuela à la suite de quoi deux matelots du Vineta sont emprisonnés à Caracas début octobre. Le Vineta envoie donc des forces marines à La Guaira, pour les faire libérer et ils sont renvoyés en Allemagne par les voies diplomatiques. Lorsque la situation revient au calme, le croiseur se rend à Newport News du 26 novembre  au 17 décembre, pour révision. Pendant ce temps le SMS Falke et le SMS Stein restent au large de La Guaira. Ce dernier retourne en Allemagne, accompagné du SMS Moltke, début 1902 et il est remplacé par le croiseur auxiliaire SMS Gazelle, en février.
Il est encore en cale sèche à Newport News pour réparations de mai à septembre 1902, et atteint le 25 septembre Port-au-Prince, où se trouvait depuis le 6 septembre, la canonnière SMS Panther pour résoudre une affaire de piraterie et de rébellion. Lorsque le SMS Falke vient les rejoindre, le Vineta retourne au Venezuela.

### Crise vénézuélienne de 1902-1903

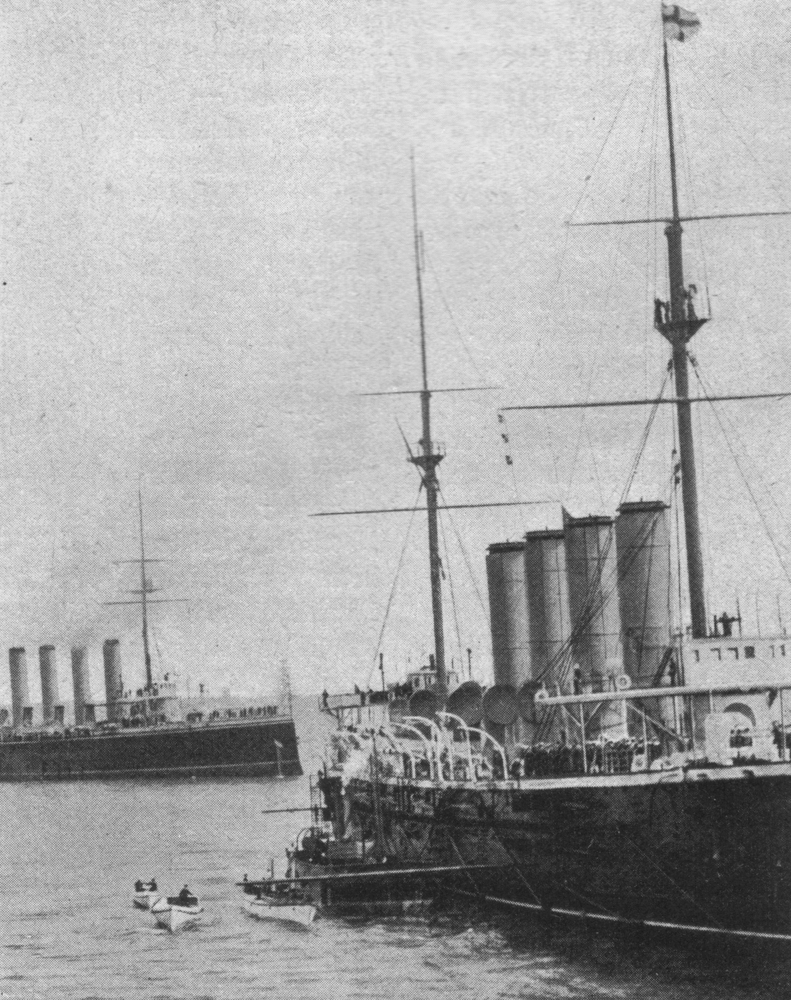
Le HMS Ariadne au Venezuela

Le président du Venezuela, Cipriano Castro, décide d'un blocus des côtes à la suite d'un coup d'État. La Grande-Bretagne et l'Empire allemand s'unissent pour rompre ce blocus et mettent en état d'alerte, le 1er décembre 1902, leurs navires, parmi lesquels, le SMS Vineta, le SMS Gazelle, le SMS Falke, la SMS Panther, le SMS Stein et la frégate SMS Charlotte. Les Anglais, les Allemands et les Hollandais ne répondent pas à l'ultimatum de Castro du 7 décembre et les navires, aidés du HMS Retribution et du HMS Quail britanniques, bombardent les navires vénézuéliens, le 10 décembre. L'action se termine quatre jours plus tard. Le consul allemand de La Guaira est libéré par les forces de l'infanterie de marine du Vineta, aidées de celles du Retribution, tandis que les forces allemandes assurent la sécurité des sujets britanniques.
Le vapeur anglais, le Topaze, est arrêté par les troupes de Castro à Puerto Cabello, aussi le Vineta et le HMS Charybdis partent-ils immédiatement libérer le navire, tandis que les soldats britanniques et allemands sortent de prison leurs sujets respectifs et patrouillent à Caracas. La division de croiseurs de l'est-américain est sur zone, sous le commandement du capitaine de vaisseau Georg Scheder (de), pour mener l'opération à son terme. Le blocus est forcé le 20 décembre grâce aux actions conjointes des marines allemande et anglaise et à l'appui de navires italiens. Le vice-amiral britannique Archibald Douglas commande les opérations à bord du HMS Ariadne (en). Le Vineta, le Falke, la Panther, la Charlotte, le SMS Stosch sont engagés du côté allemand, ainsi qu'une canonnière enlevée aux Vénézuéliens, la canonnière Restaurador. Sur ces entrefaites, un bateau à vapeur de la HAPAG, le Sibiria, est capturé par les Vénézuéliens dans le port de Puerto Cabello. Les troupes allemandes et britanniques viennent donc le libérer, ainsi que les bateaux prisonniers dans la rade de Puerto Cabello. Le 17 janvier, la Panther s'engage devant Maracaibo et bombarde le fort de San Carlos de la Barra (es), et s'est retiré après avoir été sous le feu du fort tout en ayant des difficultés à naviguer dans les eaux peu profondes.
Le Panther est revenu quatre jours plus tard pour réduire la résistance du fort, accompagné du Vineta protégé avec un armement beaucoup plus grand. Un bombardement typique a suivi pendant 8 heures, bien que la garnison vénézuélienne ait essayé de résister avec son canon, mais à la fin du conflit, le fort San Carlos était en ruine et brûlé. Des grenades ont également frappé le port voisin ; intentionnellement ou non, le bombardement a tué 25 civils, en représailles arrêtant des ressortissants  britanniques et allemands. C'est le dernier combat du Vineta pendant ce conflit du Venezuela. Une conférence diplomatique s'ouvre en urgence à Washington et le Venezuela renonce à ses prétentions. L'impression dans la presse américaine est que la doctrine Monroe a été bafouée.

### 1903-1905
Après l'affaire vénézuélienne, le Vineta parcourt différents port des Caraïbes et s'arrête à Halifax pour des réparations, du 27 juin au 2 septembre 1903. Il est ensuite à Saint Thomas, où le nouveau chef de la division de croiseurs, le Kapitän zur See Schröder, en prend le commandement en novembre. Le Vineta croise encore dans les Caraïbes, se rend à Veracruz, le 13 février 1904, et à Newport News du 20 mai au 11 juin. Le président des États-Unis, Theodore Roosevelt se rend officiellement en visite auprès du commodore Schröder. Ensuite le Vineta est à Charlotte-Amélie, puis le long des côtes est de l'Amérique du Sud, notamment au Brésil. C'est alors que le croiseur traverse l'Atlantique de Rio de Janeiro vers le Sud-Ouest africain allemand, où a lieu la révolte des Hereros. De plus, la 2e escadre de la flotte russe du Pacifique de l'amiral Rojestvenski se trouve au même moment dans la baie de Lüderitz pour se ravitailler en charbon, en route vers le Japon, pour appuyer le reste de la flotte en guerre contre le Japon.
Le vapeur allemand Gertrud Woermann débarque des troupes, des chevaux et des armes à l'embouchure du Swakop, le 19 novembre 1904, et le Vineta lui vient en renfort, sous les ordres du commodore Schröder à bord du Gertrud Woermann qui venait de subir une avarie. Le Vineta poursuit sa route en janvier 1905 le long des côtes de la colonie, mais il est surveillé par le navire anglais HMS Barrosa et la canonnière portugaise Cacongo. Finalement, le Vineta retourne en Allemagne via Douala et Monrovia et arrive à Wilhelmshaven, le 14 mars 1905. Le jour suivant la division allemande de croiseurs d'Amérique de l'Est est officiellement dissoute.

### Après 1905
Le Vineta se rend ensuite à Kiel et se soumet le 30 mars 1905 à une inspection de torpilles, à la suite de laquelle, le croiseur est transformé au chantier naval impérial en navire furtif. Il est remis en service le 3 janvier 1906 comme second navire d'appui du SMS München et doté au printemps 1907 de la TSF à Vigo. En avril-mai, il sert de navire-école et, du 25 août au 7 septembre, participe aux manœuvres de la flotte impériale de haute mer, en tant que navire-éclaireur. Au printemps suivant, il sert encore de navire-école, puis il est en cale sèche pour révisions du 6 juillet au 5 septembre 1908. Il est mis hors service à Dantzig, le 26 février 1909, après avoir été remplacé en tant que navire furtif anti-mines par le SMS Friedrich Carl.
Le Vineta reprend du service en tant que navire-école pour les cadets de la marine. Il croise en Norvège en 1911 et aux Caraïbes l'année suivante, ainsi qu'à Corfou, lorsqu'éclate la Première guerre balkanique, puis à Constantinople, où il débarque un détachement de 126 hommes, le 7 novembre. Il traverse le Bosphore, le 9 décembre, puis se rend à Alexandrie, le 13 janvier 1913, et retourne à Kiel, le 15 mars. Son dernier grand voyage à l'étranger se déroule, après un été dans la mer Baltique, dans les Caraïbes, à Port-au-Prince en janvier 1914, où une révolution fait rage. Le président haïtien Michel Oreste trouve refuge à son bord, tandis que le navire américain USS South Carolina vient en aide aux ressortissants allemands d'Haïti. Oreste embarque ensuite à bord du Prinz Eitel Friedrich pour prendre exil en Colombie.
Ce voyage se termine le 16 mars 1914 à Kiel. Il navigue ensuite à la fin du printemps et au début de l'été en Scandinavie. Lorsque la Guerre de 1914-1918 éclate, le bateau se trouve en révision à Wilhelmshaven. Il est affecté au Ve groupe de reconnaissance (Aufklärungsgruppe) et surveille les côtes occidentales de la Baltique, à partir du 27 août. Il subit une attaque le 20 octobre à l'est de Bornholm et combat entre le 24 et le 26 octobre à l'est de la Baltique. Le Ve groupe de reconnaissance est dissout le 16 novembre 1914. Le navire sert alors de caserne à Kiel pour les troupes sous-marines. 
Il est rayé des listes le 6 décembre 1919 et démoli l'année suivante à Hambourg.

## Commandants
- Septembre 1899: Kapitän zur See Hugo Westphal (de)
- 30 septembre 1899-30 avril 1900: Kapitän zur See Hermann da Fonseca-Wollheim (de)
- Mai 1900: Kapitän zur See Erich von der Groeben
- 21 mai 1900-12 novembre 1901: Kapitän zur See Hermann da Fonseca-Wollheim
- Novembre 1901-juin 1902: Kapitän zur See Oscar Stiege
- Juin-août 1902: lieutenant-capitaine Peter von Lengerke
- 25 août 1902-14 novembre 1903: Kapitän zur See Georg Scheder (de)
- Novembre 1903-mars 1905: Kapitän zur See Ludwig Schröder
- Mars-septembre 1905: lieutenant-capitaine Julius Maerker (de)
- Septembre 1905-janvier 1906: lieutenant-capitaine Bruno Heuberer
- Janvier-mars 1906: korvettenkapitän Ferdinand Thyen (de)
- Mars-juin 1906: Kapitän zur See Ernst Schaefer
- Juin-juillet 1906: korvettenkapitän Eberhard von Mantey
- Juillet-octobre 1906: Kapitän zur See Ernst Schaefer
- Octobre 1906-juillet 1908: capitaine de frégate Friedrich Schultz (nommé Kapitän zur See)[pas clair]
- Juillet-septembre 1908: ?
- Septembre 1908-26 février 1909: capitaine de vaisseau Friedrich Schultz
- 29 mars 1911-mars 1913: Kapitän zur See Karl Sievers (de)
- 1er avril 1913-16 novembre 1914: capitaine de frégate Wilhelm Adelung (de) (nommé Kapitän zur See)[pas clair]